# إد تشاو
إد تشاو هو سياسي أمريكي، ولد في 17 سبتمبر 1961 في هونغ كونغ في الصين. نشط حزبياً في حزب كاليفورنيا الديمقراطي ‏ والحزب الديمقراطي. وقد انتخب عضو جمعية ولاية كاليفورنيا ‏.

## وصلات خارجية
- الموقع الرسمي